# تغذیه و بهداشت عمومی از دیدگاه اپیدمولوژی و سیاست‌های پیش‌گیری
تغذیه و بهداشت عمومی از دیدگاه اپیدمولوژی و سیاست‌های پیش‌گیری کتابی از سرژ هرسبرگ و هنری دوپن با ترجمهٔ سیدعلی کشاورز است که در سال ۱۳۷۳ منتشر و در مراسم کتاب سال جمهوری اسلامی ایران به‌عنوان کتاب برگزیده معرفی شد.